# 木村泰斗
木村 泰斗（きむら たいと、1997年12月6日 - ）は日本の俳優。
千葉県四街道市出身。東京学館高等学校卒業、武蔵野大学中退。

## 出演

### テレビドラマ
- I''s（ 2018年12月21日 - 2019年1月18日、2019年3月8日 - 4月26日、BSスカパー!）

- 大河ドラマ（NHK）
- いだてん〜東京オリムピック噺〜（2019年）‐河童軍団長谷川　役

### 映画
- 銀魂2 掟は破るためにこそある（2018年8月17日）
- 東京リベンジャーズ2 血のハロウィン編 -運命-（2023年4月21日）